# NGC 1909
NGC 1909 je refleksijska maglica u zviježđu Eridanu. 

## Vanjske poveznice
- SEDS: NGC 1909